# 中国致公党贵州省委员会
中国致公党贵州省委员会，简称致公党贵州省委、贵州致公党，是中国致公党在贵州省的地方组织。